# جورج هو
جورج هو (انگلیسی: George Hu؛ زادهٔ ۲۴ ژوئیهٔ ۱۹۸۲) هنرپیشه و خواننده اهل ایالات متحده آمریکا است.